# Can Öncü

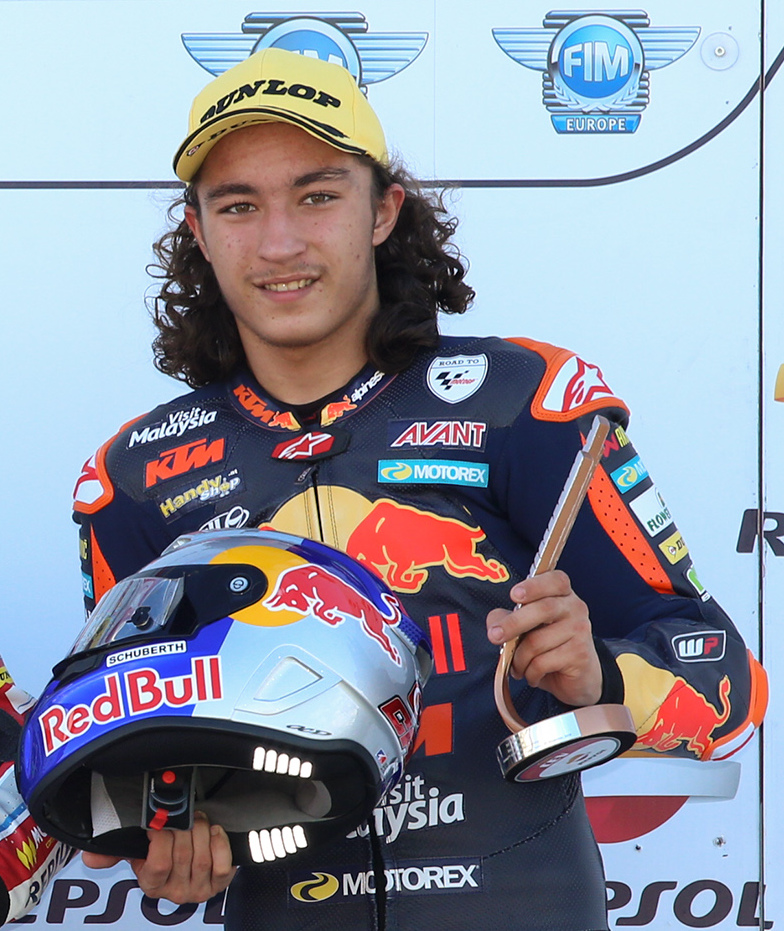
Can Öncü 2018

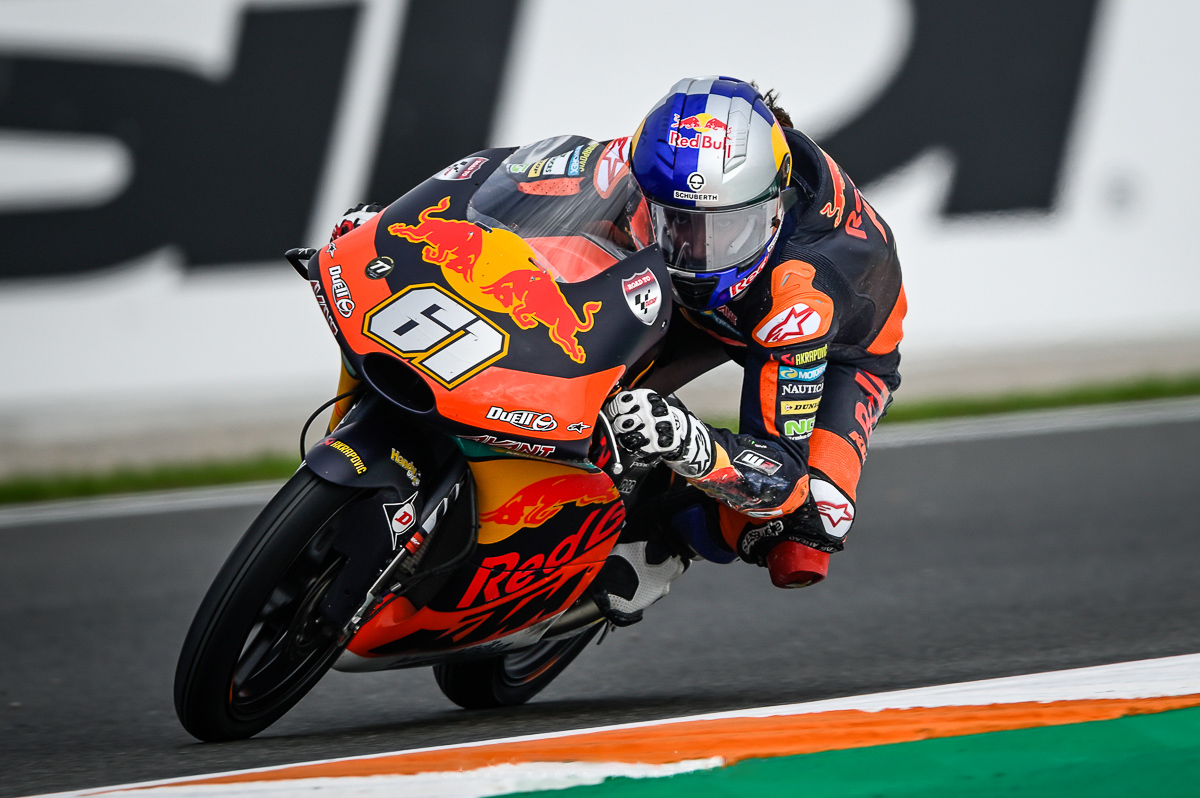
Can Öncü beim Großen Preis von Valencia 2018

Can Alexander Öncü (* 26. Juli 2003 in Alanya) ist ein türkischer Motorradrennfahrer.

## Karriere

### Anfangsjahre
Öncü fuhr 2017 und 2018 im Red Bull MotoGP Rookies Cup und beendete die 2018er Saison als Erster vor seinem Zwillingsbruder Deniz.

### Moto3-Klasse
Am 18. November 2018 gab Öncü beim Großen Preis von Valencia sein Debüt in der Moto3-Klasse der Motorrad-Weltmeisterschaft. Er trat als Wildcard-Fahrer im Team Red Bull KTM Ajo und gewann das Rennen souverän vor Jorge Martín (Honda) und John McPhee (KTM). Durch diesen Sieg wurde Öncü mit 15 Jahren und 115 Tagen jüngster Grand-Prix-Sieger in der Geschichte der Motorrad-WM und schlug den Rekord von Scott Redding. Öncü war auch der erste Fahrer, der bei seinem Grand-Prix-Debüt gewann, seit Noboru Ueda 1991 das 125er-Rennen beim Großen Preis von Japan gewonnen hatte. Er wurde in der WM als 24. gewertet.
2019 fuhr Öncü seine erste volle Saison im selben Team. Mit nur acht Punkten und WM-Rang 31 konnte er in dieser Saison jedoch nicht die Erwartungen erfüllen.

### Supersport-WM
2020 trat Öncü in der Supersport-Weltmeisterschaft auf einer Kawasaki an. Beim ersten Saisonrennen auf Phillip Island fuhr er als Elfter auf Anhieb Punkte ein. Er beendete die Saison auf dem zwölften Gesamtrang.

## Statistik

### Erfolge
- 2018 – Red-Bull-MotoGP-Rookies-Cup-Sieger auf KTM
- 1 Grand-Prix-Sieg

### In der Motorrad-Weltmeisterschaft
| Saison | Klasse | Team             | Motorrad | Rennen | Siege | Zweiter | Dritter | Poles | Schn. Runden | Punkte | Ergebnis |
| ------ | ------ | ---------------- | -------- | ------ | ----- | ------- | ------- | ----- | ------------ | ------ | -------- |
| 2018   | Moto3  | Red Bull KTM Ajo | KTM      | 1      | 1     | –       | –       | –     | –            | 25     | 24.      |
| 2019   | Moto3  | Red Bull KTM Ajo | KTM      | 16     | –     | –       | –       | –     | 1            | 8      | 31.      |
| Gesamt | Gesamt | Gesamt           | Gesamt   | 17     | 1     | 0       | 0       | 0     | 1            | 33     |          |

Grand-Prix-Siege
| Saison | Klasse | Rennen   |
| ------ | ------ | -------- |
| 2018   | Moto3  | Valencia |

Rekorde in der Motorrad-Weltmeisterschaft
- klassenübergreifend
  - jüngster Grand-Prix-Sieger mit 15 Jahren und 115 Tagen (GP von Valencia 2018)

### In der Supersport-Weltmeisterschaft
(Stand: 14. April 2025)
| Saison | Team                            | Motorrad              | Rennen | Siege | Zweiter | Dritter | Poles | Schn. Runden | Punkte | Ergebnis |
| ------ | ------------------------------- | --------------------- | ------ | ----- | ------- | ------- | ----- | ------------ | ------ | -------- |
| 2020   | Turkish Racing Team             | Kawasaki Ninja ZX-6 R | 15     | –     | –       | –       | –     | –            | 65     | 12.      |
| 2021   | Kawasaki Puccetti Racing        | Kawasaki Ninja ZX-6 R | 23     | –     | 1       | 2       | –     | 1            | 182    | 6.       |
| 2022   | Kawasaki Puccetti Racing        | Kawasaki Ninja ZX-6 R | 24     | –     | 1       | 7       | –     | 1            | 264    | 3.       |
| 2023   | Kawasaki Puccetti Racing        | Kawasaki Ninja ZX-6 R | 14     | 1     | –       | 3       | –     | 2            | 89     | 13.      |
| 2024   | Kawasaki Puccetti Racing        | Kawasaki Ninja ZX-6 R | 22     | –     | –       | –       | –     | 1            | 92     | 13.      |
| 2025   | Evan Bros. WorldSSP Yamaha Team | Yamaha YZF-R9         | 4      | 2     | –       | 1       | –     | 1            | 77     | 4.       |
| Gesamt | Gesamt                          | Gesamt                | 104    | 3     | 2       | 12      | 0     | 6            | 769    |          |